# Атанасиос Цакалов
Атанасиос Цакалов (на гръцки: Αθανάσιος Τσακάλωφ) е гръцки революционер, един от тримата основатели на тайното революционно общество Филики Етерия.

## Биография
Цакалов е родом от Янина, Епир. Баща му е търговец на кожи, родом от Тирнавос, а майка му е епиротка. Още млад напуска родния край и заминава при баща си в Русия. Самото му име издава руско влияние. След това се мести да учи в Париж, където заедно със солунчанина Григориос Заликис учредяват гръкоговорещото общество Гръцкоезичен хотел. След това се установява във Виена, където се запознава с Йоан Каподистрия, който по това време е министър на външните работи на Русия. От Виена се завръща в Москва, където се среща с Николаос Скуфас. Заедно със Скуфас е в основата на идеологията на бъдещата конспиративна организация Филики етерия, разбунила Балканите в навечерието на последвалата руско-турска война.

## Политическа дейност
През 1814 г. Скуфас и Цакалов, заедно с присъединилия се към тях в Одеса Емануил Ксантос, създават тайната организация Филики етерия. През юли 1818 г. Цакалов се установява за постоянно в Одеса, която по това време се превръща в център на балканската емиграция.
Цакалов е водещ идеолог и методист на новоучредената тайна организация, с отговорност към привличането на нови членове. За целта, заедно с Антимос Газис заминава за Константинопол, където под прикритие продължава дейността на организацията по вербуването на нови членове на обществото.
От Константинопол прави многобройни пътувания до Смирна, както и в Македония, Тесалия, Тракия – със секретни мисии. Руското разузнаване му възлага задачата да ликвидира поставилия в опасност организацията грък Николаос Галатис, който е един от първите членове на тайното общество. През ноември 1819 г. пътува заедно с Димитриадис до Пелопонес, когато в град Ермиони екзекутира Галатис. След убийството, Цакалов незабавно през Мани напуска Пелопонес, заминавайки за Пиза, където остава до началото на гръцкото въстание през 1821 г. В Пиза посвещава в революционното дело Александрос Маврокордатос. От Италия Цакалов се мести в Дунавските княжества, за да е адютант на Александър Ипсиланти, с който участва в свещения отряд в битката при Драгашани. След поражението заминава за Гърция за да вземе участие в т.нар. гръцка война за независимост. В края на войната, Цакалов представлява Османски Епир в Народното събрание провело се през 1832 г. в град Аргос.
През лятото на 1832 г., след убийството на Йоан Каподистрия от братята на Петрос бей от Мани, Цакалов напуска разочарован завинаги Гърция и се установява в Москва, където се жени за рускиня и прекарва в спокойствие житейския си път до смъртта си през 1851 г.